# 東京漫画会
東京漫画会（とうきょうまんがかい）は、日本の漫画家による集団。新聞社に所属する政治漫画家による集団で、漫画家集団の第一号とされる。後身の日本漫画会についても本稿で扱う。

## 概要

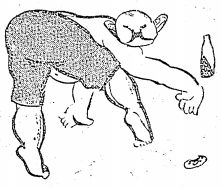
第一回漫画祭で踊り狂う平福百穂

1915年、新聞社に所属する漫画家らによって設立された。1920年時点で森火山、森島直三、宮尾重男、下川凹天、池田永治、細木原青起、在田稠、宍戸左行、小川治平、幸内純一、清水対岳坊、岡本一平、服部亮英、池部鈞の14人の漫画家によって構成されていた。漫画会の定期的な活動として「漫画祭」と「漫画展覧会」が存在した。漫画祭は会員が歌い踊る内部的な祭りであったが、会員らはそれに関する記事を新聞に掲載し以て自己イメージの創出に用いた。漫画展覧会は漫画が芸術の範疇にあるということを示すべく行われた活動であった。
第1回から第5回の漫画祭とその紹介記事においては特に裸踊りなど滑稽な場面を強調しており、会員たちはそのことによって漫画が本流の美術とは違った価値観を持つ芸術なのであるということを示そうとしていた。
東京漫画会の会員はその多くが美術学校出身であるにもかかわらず、そのほとんどが新聞社に帰属する報道記者であった。ここにおいて彼らの漫画は本流の美術と報道メディアのはざまにある存在であった。明治後期からの漫画表現が非報道的形式であるという批判を享けつつ、また本流美術の影響も受けつつ、会員らは漫画独自のメディア性・表現のあり方を問うていった。それは漫画・漫画家の社会的地位のある程度の向上にはつながったものの、ついに漫画の領域の確立・自律性の獲得には至らなかった。

## 沿革
1915年5月、朝日新聞紙上に掲載された漫画祭の開催を告知する記事において「新聞漫画に取り上げられる政治家や相撲取りの漫画家への恨みがあり、取り上げる漫画家側の肩の凝りもある」という問題が提起され、漫画祭と「肩の凝り」の両方を始末するべく漫画会の設立が持ち上がった。6月、漫画祭として11名の漫画家が調布においてお祓いを受けた後、料亭での北沢楽天、池部鈞、平福百穂、代田収一、下川凹天、清水対岳坊らの珍芸や裸踊りとそれを取り囲む漫画家らのどんちゃん騒ぎの中、東京漫画会は「なんとなく」発足した。以降、1916年に鶴見花月園、1917年に芝浦、1918年に向島百花園、1919年に潮来において漫画祭を開催した。第6回漫画祭からは赤倉温泉、宝塚、松江、別府と足を延ばした。別府での大会では地元温泉とタイアップを組み、パンフレット『漫画の別府』を発行した。1923年4月に東京・帝国ホテルと箱根で行った第10回漫画祭をもって東京漫画会を解散し、新たに日本漫画会が結成された。
日本漫画会の存在を世に知らしめたのは1923年9月1日の関東大震災後の活動であった。大震災直後に漫画家らが東京の状況を描いたスケッチを集め、11月17日に大阪三越百貨店にて展覧会を開催し、11月21日には大阪に避難していた金尾文淵堂を版元として『大震災画集』を出版した。展覧会・画集の出版共に震災から二か月余という異例の速さであったが、これは漫画家たちの「大被害を全国の人々に伝えねばならぬ」という義務感によるものであった。これについては『画集』の序文において水島爾保布が「こういう変災と試練に遭遇し、幾多非常の問題乃至生活に当面した事、そうしてそれらを解決あるいは描写して発表するということは、画家及漫画家として平常の主張に対して誠に愉快な責任でなければならないと（中略）誰も彼も同じ意見であった」と述べている。『画集』は大きな反響を呼び、定価5円と当時としては高価であったにもかかわらず初版から1か月で増刷がかけられた。